# Иеринг, Герман фон
Герман фон Иеринг (нем. Hermann von Ihering; 9 октября 1850, Киль — 24 февраля 1930, Гиссен) — немецкий врач, зоолог и палеонтолог.

## Биография
Герман фон Иеринг был старшим сыном в семье юриста Рудольфа фон Иеринга, профессора юриспруденции в Киле. Позже семья переехала в Гиссен, где Герман посещал гимназию. Когда Рудольф фон Иеринг был приглашён в 1868 году в Вену, Герман последовал за своим отцом и начал изучение медицины. Во время франко-прусской войны он был приписан в 1870 году в Дармштадте, где исполнял обязанности врача в военном госпитале.
Фон Иеринг продолжил изучать медицину в Гиссене, а в 1873 году в Гёттингене получил степень доктора медицинских наук. Затем он изучал зоологию и геологию, и получил в 1876 году степень доктора философских наук. Во время своей учёбы он работал ассистентом в Зоологическом институте в Гёттингене. Он защитил докторскую диссертацию в 1876 году как приват-доцент по зоологии в Эрлангене, а в 1878 году в Лейпциге.
В 1880 году Герман фон Иеринг приехал в Бразилию, где он провёл следующие 30 лет своей жизни. Он остановился сначала в немецкой колонии Такуара в бразильском штате Риу-Гранди-ду-Сул к востоку от Сан-Леополду. Отсюда он начал сбор редких птиц для Британского музея в Лондоне и для орнитолога Ганса Графа фон Берлепша, яйца птиц для орнитолога Адольфа Неркорна (1841—1916) и паукообразных для зоолога и палеонтолога Александра Графа Кейзерлинга. Иеринг вёл также 1 год врачебную практику и издавал немецкоязычный журнал в Порту-Алегри. С 1883 года Иеринг работал в качестве исследователя от Национального музея в Рио-де-Жанейро, жил, однако, в провинции Риу-Гранди-ду-Сул. В 1887 году Иеринг переехал в Сан-Паулу, чтобы возглавить там строительство Государственного музея Paulista, директором которого он позже стал с 1893 по 1916 годы.
В 1920 году Иеринг вернулся в Германию. В 1921 году вместе со своей второй женой Метой он обосновался в Бюдингене.
Наряду со своей орнитологической деятельностью Иеринг стал известен также своими исследованиями ископаемых брюхоногих и моллюсков. Сравнивая ископаемых моллюсков Южной Америки с моллюсками других южных континентов Иеринг на рубеже столетий стал одним из ведущих теоретиков связи между эволюцией и палеогеографии. Он вёл подробную переписку с Чарльзом Дарвином. Близкое родство разных видов Африки и Южной Америки привело к пониманию, что должна была существовать связь между континентами. То, что сегодня может быть объяснено тектоникой плит, привело тогда к гипотезе сухопутных мостов между континентами. Разумеется, указанная Иерингом связь между фаунами южных континентов не была признана повсюду. Его систематические классификации неоднократно вызывали непонимание, возраст ископаемых часто оценивался не правильно.

## Публикации
- Vergleichende Anatomie des Nervensystemes und Phylogenie der Mollusken (1877)
- Os mammiferos de S. Paulo. Catalogo (1894)
- As aves do Estado de S. Paulo (1898)
- The Anthropology of the state of S. Paulo, Brazil (1904)
- Archhelenis und Archinotis: gesammelte Beiträge zur Geschichte der neotropischen Region (1907)
- Catalogos da fauna brazileira (1907)
- Os mammiferos do Brazil meridional (1910)
- Phylogenie und System der Mollusken (1922)